# جنبش عدالت جهانی
جنبش عدالت جهانی (به انگلیسی: Global justice movement)، شبکه‌ای از جنبش‌های اجتماعی جهانی‌شدن است که با مخالفت با آنچه اغلب به عنوان «جهانی‌سازی شرکتی» شناخته می‌شود و ترویج توزیع برابر منابع اقتصادی، خواهان عدالت جهانی هستند.
جنبش عدالت جهانی مجموعه‌ای از افراد و گروه‌ها را توصیف می‌کند - که اغلب به عنوان " جنبش جنبش‌ها " شناخته می‌شوند - که از قوانین تجارت منصفانه پشتیبانی می‌کنند و نسبت به نهادهای کنونی اقتصاد جهانی مانند سازمان تجارت جهانی منفی هستند.